# Monergol
Monopropellants là loại chất đẩy tên lửa chứa các chất hóa học mà giải phóng năng lượng thông qua quá trình phân rã liên kết hóa học tỏa nhiệt. Năng lượng liên kết phân tử của monopropellant được giải phóng thông thường nhờ có sự có mặt của chất xúc tác. Điều này tương phản với chất đẩy bipropellant khi mà chúng giải phóng năng lượng nhờ phản ứng hóa học giữa chất khử là nhiên liệu và chất oxy hóa. Trong khi ổn định ở trong điều kiện lưu trữ, monopropellants phân rã rất nhanh dưới cac điều kiện nhất định, sản sinh ra một thể tích lớn khí ga nhiệt độ cao, cung cấp năng lượng cho các chi tiết cơ khí. Mặc dù các chất đốt rắn như nitrocellulose, thường được sử dụng trong vai trò làm thuốc súng, cũng có thể hiểu theo định nghĩa trên là monopropellants, tuy nhiên thuật như này thường được sử dụng đối với các nhiên liệu ở thể lỏng trong các văn bản kỹ thuật. 

## Sử dụng
Chất đẩy monopropellant được sử dụng phổ biến nhất trong động cơ tên lửa có xung lực thấp, như các động cơ điều chỉnh trạng thái tên lửa bằng luồng phụt, loại nhiên liệu được sử dụng thông thường là hydrazine, được phân hủy bằng cách phơi nhiễm bởi một lớp chất xúc tác là iridium (hydrazine đã được gia nhiệt từ trước đó để giữ chất phản ứng ở dạng lỏng). Quá trình phân hủy tạo ra khí nóng và từ đó tạo ra lực đẩy. Hydrogen peroxide đậm đặc đóng vai trò là nguồn nhiên liệu cho các tên lửa như V-2 và tên lửa đạn đạo tầm trung PGM-11 Redstone của Mỹ. hydrogen peroxide sẽ được dẫn xuyên qua lưới xúc tác platinum, hoặc sẽ tiếp xúc với manganese dioxide thấm gốm, hoặc Z-Stoff permanganate. Các chất xúc tác này sẽ làm hydrogen peroxide bị phân hủy tạo thành khí nóng và oxy.
Monopropellant cũng được sử dụng trong một vài hệ thống đẩy độc lập không cần không khí-air-independent propulsion (AIP) để làm "nhiên liệu" trao đổi hoặc động cơ turbine trong môi trường không có khí oxy tự do. Các loại vũ khí chính của các tàu ngầm chạy bằng năng lượng hạt nhân cũng sử dụng chất đẩy monopropellant. Chất đẩy monopropellant phổ biến nhất sử dụng trong trường hợp này là propylene glycol dinitrate (PGDN) ổn định, hay còn được gọi dưới cái tên "nhiên liệu Otto-Otto fuel". Một ứng dụng tiềm năng trong tương lai của chất đẩy monopropellant là sử dụng trong các máy phát điện cường độ cao, nhỏ gọn, sử dụng trong môi trường thiếu oxy dưới nước hoặc ngoài khí quyển.

## Quá trình nghiên cứu
Phần lớn các công trình nghiên cứu để tìm ra một chất đẩy monopropellant có hiệu suất và năng lượng cao hơn đã được hoàn tất ở Mỹ trong những năm 1950s và 1960s. Các nhà nghiên cứu phần lớn đã đi đến kết luận rằng bất kỳ chất đẩy monopropellant nào tạo ra năng lượng tương đương với các chất đẩy bipropellant sẽ quá không ổn định để có thể xử lý một cách an toàn trong các điều kiện thực tế.
Nhiều loại rượu este nitrat hóa một phần phù hợp để sử dụng làm chất đẩy monopropellant. "Trimethylene glycol dinitrate" hoặc 1,3-propanediol dinitrate là các chất hóa học đồng phân với PGDN, và được tạo ra như một sản phẩm phụ phân đoạn trong các điều kiện phòng thí nghiệm nhất định; trọng lượng riêng thấp của các hợp chất này (do đó chúng có mật độ năng lượng thấp) khiến cho chúng không phù hợp để sử dụng làm chất đẩy.
Một loại "dinitrodiglycol" có liên quan, hay diethylene glycol dinitrate theo cách gọi hiện đại, đã từng được sử dụng làm chất đẩy monopropellant dạng lỏng hoặc chất đẩy dạng rắn dưới dạng keo cùng với nitrocellulose tại Đức trong thời kỳ chiến tranh thế giới thứ 2. Các đặc tính khác của hợp chất này: nó khá ổn định, dễ sản xuất và có mật độ năng lượng rất cao; tuy nhiên chúng có điểm đóng băng cao (-11,5 oC) và sự giãn nở nhiệt rõ rệt, cả hai đều là vấn đề khi sử dụng làm nhiên liệu cho tàu vũ trụ. "Dinitrochlorohydrin" và "tetranitrodiglycerin" cũng có thể là những ứng cử viên làm chất đẩy monopropellant, mặc dù chưa biết cách ứng dụng nó. Các polynitrat của các hydrocarbon thơm có mạch dài luôn là chất rắn ở nhiệt độ phòng, nhưng nhiều chất hòa tan được trong rượu đơn giản hoặc ete với tỷ lệ cao, và có thể hữu ích khi làm chất đẩy.
Hydrazine, ethylene oxide, hydrogen peroxide (đặc biệt được sử dụng bởi Đức quốc xã German World War II dưới dạng T-Stoff), và nitromethane là những chất đẩy monopropellant phổ biến dùng cho tên lửa. Xung lực đẩy của động cơ sử dụng chất đẩy monopropellant thấp hơn so với chất đẩy bipropellant.
Một loại chất đẩy monopropellant mới đang được phát triển là nitrous oxide, ở dạng hỗn hợp nhiên liệu. Nitrous oxide mang lại ưu điểm là tự điều áp và ít độc hại, với giá trị xung lực riêng nằm giữa hydro peroxide và hydrazine. Nitrous oxide tạo ra khí oxy trong quá trình bị phân hủy, và nó có thể được hòa với các loại nhiên liệu để tạo thành chất đẩy monopropellant hỗn hợp với xung lực lên tới 325 s, có thể so sánh với chất đẩy hypergolic bipropellants.
Các so sánh trực tiếp về đặc tính vật lý, hiệu suất, giá thành, khả năng chứa, độ độ hại, yêu cầu kho chứa và tính rủi ro giữa hydrogen peroxide, hydroxylammonium nitrate (HAN), hydrazine và các loại khí lạnh monopropellants chỉ ra rằng hydrazine có hiệu suất tốt nhất về xung lực riêng. Tuy nhiên, nó cũng là chất độc hại và đắt tiền nhất. Thêm vào đó HAN và hydrogen peroxide có mật độ tạo ra lực đẩy tính theo thể tích là cao nhất.